# Romain Planque
Romain Planque est un joueur de rink hockey né le 7 mars 1991. Formé à Saint-Omer, il y commence sa carrière sénior. Il rejoint, ensuite, le club de Ploufragan.

## Parcours sportif
En 2019, il entame sa 13e saison en Nationale 1. 

### Palmarès
En 2010 et en 2012, il s'adjuge la Coupe de France avec le club de Saint-Omer.